# Quận Levy, Florida
Quận Levy là một quận thuộc tiểu bang Florida, Hoa Kỳ. Quận lỵ đóng ở Bronson6. 
Dân số theo điều tra năm 2010 của Cục điều tra dân số Hoa Kỳ là 40801 người.

## Địa lý
Theo Cục điều tra dân số Hoa Kỳ, quận này có diện tích 3660 km2, trong đó có 760 km2 là diện tích mặt nước.